# Nehrovec (vesnice)
Nehrovec, také Negrovec nebo Vyžná Kaločava (ukrajinsky Негровець, maďarsky Felsőkalocsa), je obec v Koločavské venkovské komunitě (hromadě) v okrese Chust v Zakarpatské oblasti na Ukrajině.  Leží pod stejnojmennou horou, na území národního parku Siněvir. Částí obce Nehrovec je Kosiv Verch. V roce 2025 žilo v obci Nehrovec 2 247 obyvatel.

## Místní části
- Imšad (ukrajinsky Імшадь)
- Potik (ukrajinsky Потік)

## Historie
První písemná zmínka o obci pochází z roku 1680. Do uzavření Trianonské smlouvy byla obec součástí Uherska, poté byla součástí první československé republiky. Od roku 1945 byla obec součástí Ukrajinské sovětské socialistické republiky, která byla součástí SSSR. Od roku 1991 je obec součástí nezávislé Ukrajiny.

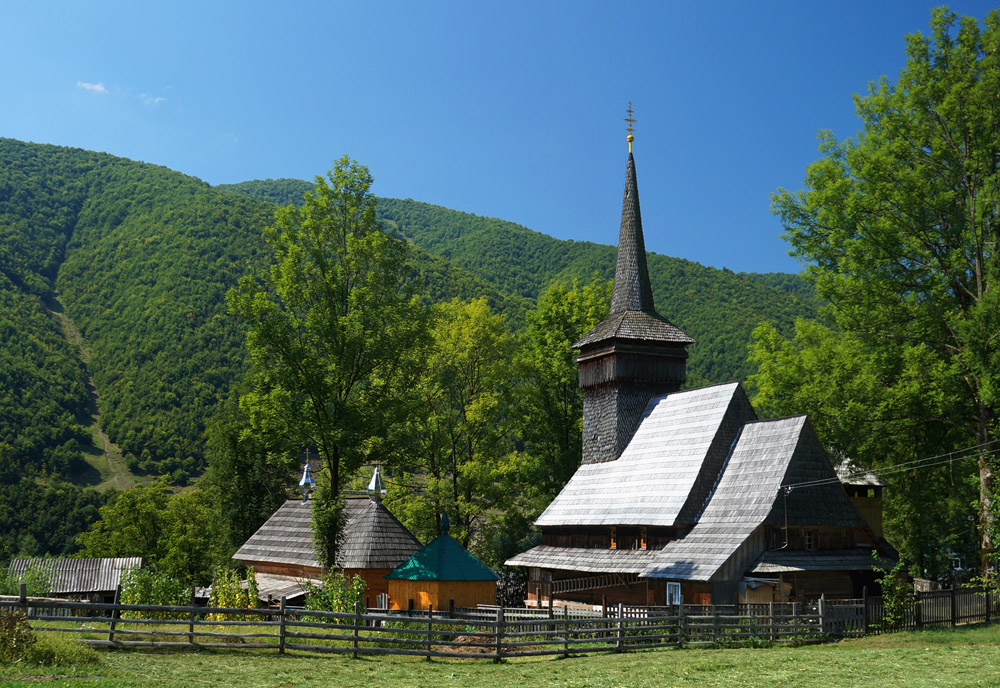
Cerkev sv. archanděla Michaela, z roku 1818

## Církevní stavby
- dřevěná cerkev sv. archanděla Michaela, z roku 1818, národní kulturní památka[3]
- cerkev sv. Mikuláše, z 19. století
- cerkev sv. archanděla Michaela, z roku 1995